# 스피드 배드민턴

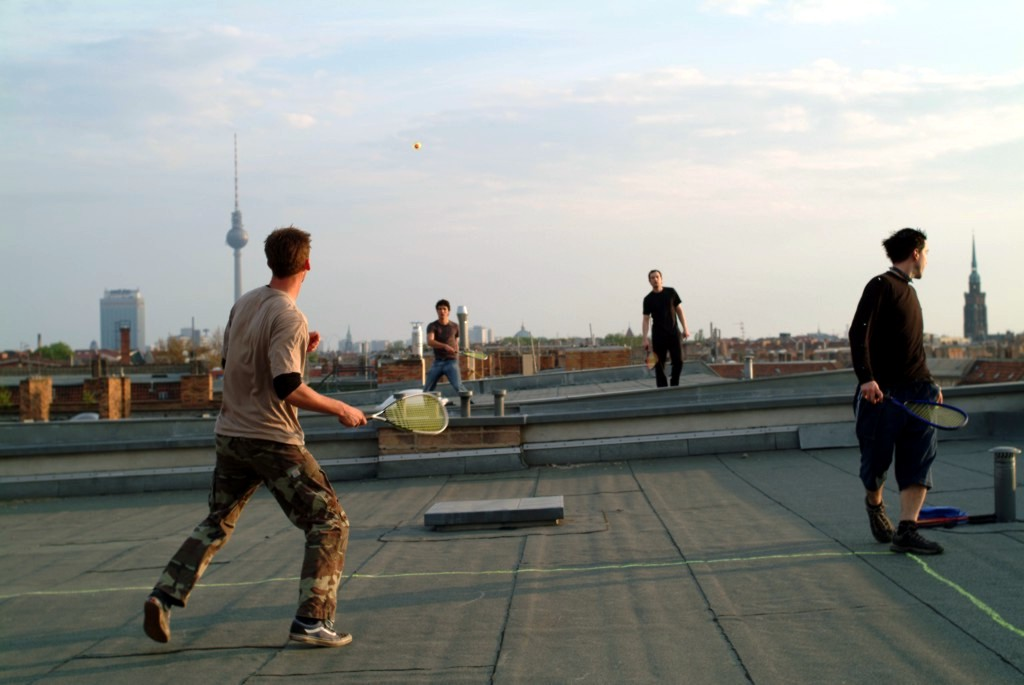
옥상에서 스피드 배드민턴을 즐기는 모습.

스피드 배드민턴(speed badminton) 또는 스피드민턴(speedminton)은 변형된 형태의 배드민턴으로, 네트가 없는 것이 특징이다.

## 역사
전통적인 배드민턴의 경우 경기에서 사용되는 셔틀콕이 매우 가볍기 때문에 약간의 바람만 불어도 경기 진행에 방해를 받게 된다. 스피드 배드민턴은 이러한 기존 배드민턴의 단점을 보완하여 야외에서 즐길 수 있는 배드민턴을 만들길 원했던 베를린 출신의 빌 브란데스(Bill Brandes)가 발명했다.
브란데스는 최초에 이 경기를 셔틀볼(shuttleball)이라 이름지었으며, 이것이 2001년에 스피드 배드민턴 혹은 스피드민턴으로 개명되었다. 스피드 배드민턴은 외견상 배드민턴과 유사하지만, 셔틀콕이 더 무거우며 경기 진행 속도가 더 빠르다.
2003년 기준으로 독일에 약 6,000명의 스피드 배드민턴 선수들이 활동하고 있으며, 유럽 내에서 다수의 국제 대회가 열리고 있다. 이 스포츠를 즐기는 인구의 수는 현재도 꾸준히 증가하고 있다.

## 경기장과 장비

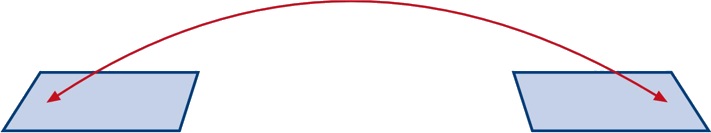
스피드 배드민턴 경기장의 개념도.

경기장은 5.5 평방미터 크기의 2개의 정사각형으로 구성된다. 두 정사각형 사이의 거리는 12.8m이며, 테니스 코트의 약 절반 크기에 해당한다.
라켓은 스쿼시에서 사용하는 것과 유사하며, 스피더(speeder) 경기에서 사용되는 셔틀콕은 전통적인 배드민턴의 것보다 더 무겁다.

## 규칙

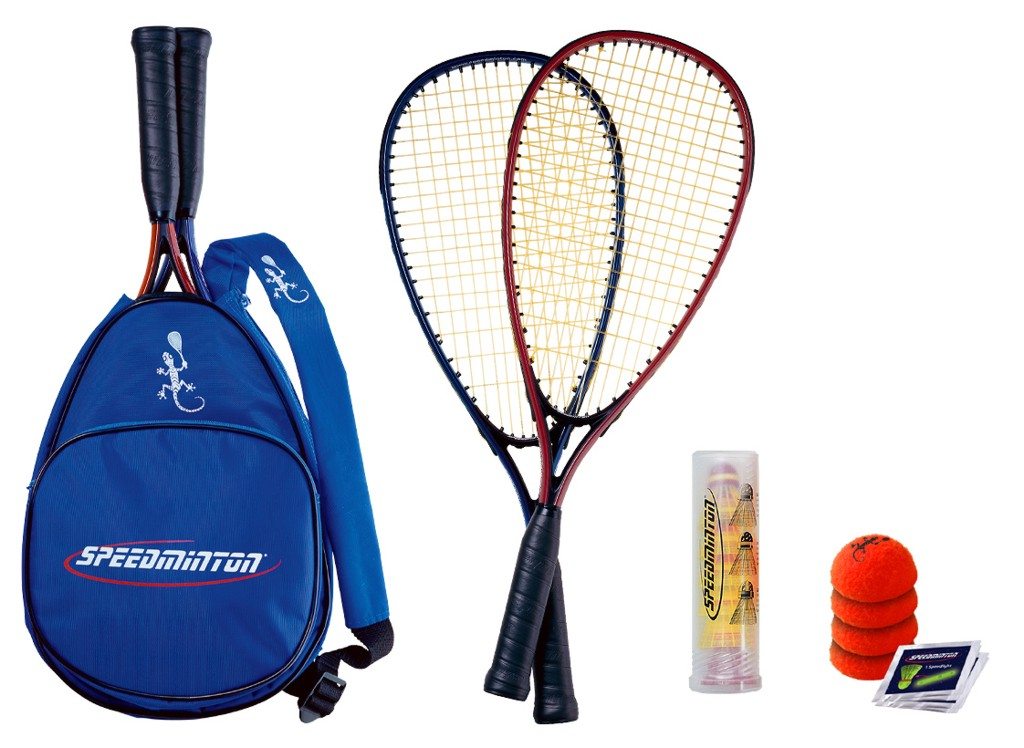
스피드 배드민턴의 장비.

경기의 목표는 셔틀콕이 상대편 선수의 사각형 안에 떨어지게 만들어 득점하는 것이다. 한 선수가 친 셔틀콕이 상대편 선수의 사각형 바깥쪽에 떨어질 경우 해당 선수는 실점하게 된다. 각 선수는 각자의 사각형 안이나 바깥 어디로든 자유롭게 움직일 수 있다. 경기는 한 선수가 최소 16점 이상을 획득하면서 상대방보다 2점 이상 앞섰을 때 끝나게 된다. 한 세트 또는 라운드가 끝나면 두 선수는 자리를 바꾼다.

## 변형
- 복식(doubles) : 한 개의 코트 상에서 경기를 한다.
- 스피더(speeder) : 스피드 배드민턴 보다 더 빠르게 진행되며, 사용되는 셔틀콕이 더 무겁다.
- 블랙 라이팅(black lighting) : 형광 장비를 이용하여 야간에 경기를 할 수 있다.